# Erigorgus prolixus
Erigorgus prolixus là một loài tò vò trong họ Ichneumonidae.